# Conus gibsonsmithorum
Espèce
Conus gibsonsmithorum est une espèce de mollusques gastéropodes marins de la famille des Conidae.
Comme toutes les espèces du genre Conus, ces escargots sont prédateurs et venimeux. Ils sont capables de « piquer » les humains et doivent donc être manipulés avec précaution, voire pas du tout.

## Description
La taille de la coquille varie entre 20 mm et 46 mm.

## Distribution
Cette espèce marine d'escargot conique se trouve dans la mer des Caraïbes au large de la Colombie jusqu'au Venezuela.

## Taxonomie

### Publication originale
L'espèce Conus gibsonsmithorum a été décrite pour la première fois en 1986 par le malacologiste américain Edward James Petuch (d),.

### Synonymes
- Conus (Dauciconus) gibsonsmithorum Petuch, 1986 · appellation alternative
- Gradiconus gibsonsmithorum (Petuch, 1986) · non accepté

## Identifiants taxonomiques
Chaque taxon catalogué par les bases de données biologiques et taxonomiques possède un identifiant qui permet d'établir un point de référence. Les identifiants de Conus gibsonsmithorum dans les principales bases sont les suivants :
CoL : XXGK - GBIF : 6511390 - IRMNG : 11830683 - WoRMS : 429561